# 紅花睡蓮
紅花睡蓮（学名：Nymphaea rubra）为睡蓮科睡蓮屬下的一个种。